# سالي ديفيز
سالي ديفيز هي رسامة ومصورة كندية، ولدت في 1956 في وينيبيغ في كندا.

## وصلات خارجية
- سالي ديفيز على موقع ميوزك برينز (الإنجليزية)